# 기회 창조
기회 창조(機會 創造, 스페인어: Creando Oportunidades) 또는 크레오 운동(Movimiento CREO)은 에콰도르의 자유보수주의, 우익 정당이다. 2012년 설립되었다. 현재 지도자는 기예르모 라소이다. 정당의 약칭인 크레오(CREO)는 스페인어로 "나는 신뢰한다"를 뜻한다.